# 보라 밀루티노비치
벨리보르 보라 밀루티노비치(세르비아어: Велибор Бора Милутиновић, Velibor Bora Milutinović, 1944년 9월 7일~)는 세르비아의 축구 선수 출신 감독이다.
유고슬라비아와 세르비아의 전직 축구 선수이자 감독인 밀로시 밀루티노비치의 작은 동생이기도 하다. 카를루스 아우베르투 파헤이라와 함께 FIFA 월드컵에서 가장 많은 나라를 맡은 감독으로 기록되어 있으며 1986년에는 멕시코 대표팀 감독, 1990년에는 코스타리카 대표팀 감독을 맡았으며 1994년에는 미국 대표팀 감독, 1998년에는 나이지리아 대표팀 감독, 2002년에는 중국 대표팀 감독을 맡았다. 1986년 대회에서 멕시코를 8강에 올려놓은 것부터 시작해서 1990년 코스타리카, 1994년 미국, 1998년 나이지리아를 16강에 올려놓기에 이르기까지 그가 맡았던 팀들이 4번 연속으로 16강에 진출함으로써 ‘16강 제조기’라는 별명이 붙었지만 2002년 FIFA 월드컵 본선에서 5번째로 맡은 팀인 중국은 유일하게 조별 예선에서 3전 전패를 기록하면서 16강에 진출하지 못했다.
1977년부터 1981년까지 푸마스 데 라 UNAM 감독을 맡았으며 1987년 산로렌소와 우디네세 칼초 감독을 맡았다. 1998년부터 1999년까지 뉴욕 메트로스타스 감독을 맡았고 2004년부터 2005년까지 알사드 감독을 맡았다. 2003년부터 2004년까지 온두라스 대표팀 감독, 2006년부터 2007년까지 자메이카 대표팀 대표팀 감독을 맡았으며 2009년 FIFA 컨페더레이션스컵에서 이라크 대표팀 감독을 맡았다.